# Villadangos del Páramo
Villadangos del Páramo é um município da Espanha na província de León, comunidade autónoma de Castela e Leão, de área 45,14 km² com população de 1018 habitantes (2004) e densidade populacional de 22,55 hab/km².

## Demografia
| Variação demográfica do município entre 1991 e 2004 | Variação demográfica do município entre 1991 e 2004 | Variação demográfica do município entre 1991 e 2004 | Variação demográfica do município entre 1991 e 2004 |
| --------------------------------------------------- | --------------------------------------------------- | --------------------------------------------------- | --------------------------------------------------- |
| 1991                                                | 1996                                                | 2001                                                | 2004                                                |
| 1029                                                | 996                                                 | 1017                                                | 1018                                                |